# Перегрин Тук
Перегрин Тук  (англ. Peregrin Took, хоббитский диалект вестрона: Razanur Tûk), также известный как Пиппин (англ. Pippin) — хоббит, один из главных персонажей эпоса «Властелин колец» Джона Р. Р. Толкина.
Принадлежал к знатному хоббитскому роду Туков. Сподвижник и близкий друг Фродо Бэггинса. Хоббит, который вошёл в Братство Кольца. Воин Гондора. Спас от сожжения Фарамира, брата Боромира, сына наместника Гондора Дэнетора II (который и хотел устроить сожжение). В этом ему помогал воин Гондора Берегонд. После Войны Кольца стал таном Шира и вместе с Хозяином Бакленда Мериадоком стал по повелению короля Арагорна Элессара Советником Северного Королевства.

## Литературная биография
Перегрин Тук родился в 2990 году Третьей эпохи в семье тана Паладина II и Эглантины Тук и являлся младшим ребёнком (у него были три старшие сестры — Перлина, Очецвета и Душица) и единственным сыном. Его лучший друг — Мериадок Брендибак — является его двоюродным братом по отцовской линии. Был младше Мериадока на восемь лет.

## Участие в событиях «Властелина колец»
В 3018 году Третьей эпохи, когда Фродо Бэггинс по совету Гэндальфа Серого всё-таки отправился в Ривенделл, унося с собой Единое кольцо, Перегрин Тук стал одним из его спутников.
По пути в Ривенделл он нашёл зачарованный кинжал арнорской работы в Могильниках Кардолана, ставший ему оружием.
На Совете у Элронда он и Мериадок Брендибак вошёл в члены Братства Кольца.
Во время перехода Братства Кольца через Морию, Перегрин бросил в глубокий колодец камень, из-за чего об их присутствии узнали орки, тролли и балрог.
Будучи в Лотлориэне, получил от владычицы Галадриэль эльфийскую брошь в виде листа мэллорна, как и другие члены Братства Кольца.
На Парт Галене Перегрин и Мериадок были схвачены урук-хаями Сарумана, а старший сын наместника Гондора, Боромир погиб, защищая хоббитов. Лишь чудом Перегрин спасся во время нападения на орков отряда Эомера на опушке Фангорна. Там же он повстречался с энтами и вместе с ними принял участие в знаменитом походе воинства энтов на Изенгард.
После разгрома Изенгарда и отрешения Сарумана от власти Перегрин волей случая подобрал палантир, выброшенный из башни Ортханка Гримой Гнилоустом. Палантир забрал у него Гэндальф, однако, будучи от природы весьма любопытным, Перегрин всё-таки хитростью завладел им и на некоторое время заглянул в него, — тем самым подставив себя под магический удар Тёмного Властелина Саурона. Лишь благодаря неимоверной хоббитской стойкости Пиппин не подчинился воле Саурона, однако Гэндальфу пришлось взять его с собой в Гондор из опасения, что Саурон пожелает заполучить дерзкого и непокорного хоббита живым.
В Гондоре Перегрин из благодарности к своему защитнику, покойному Боромиру, поступил на службу к его отцу, наместнику Дэнетору II и стал — единственным из известных хоббитов — Стражем Цитадели Минас Тирита. Благодаря Перегрину, вовремя предупредившему Гэндальфа, маг успел помешать обезумевшему Дэнетору и спасти жизнь младшему сыну наместника, Фарамиру.
После разгрома войск Мордора на Пеленнорских полях Перегрин в составе роханско-гондорской дружины принял участие в походе к Мораннону и в Битве у Чёрных Врат, где лично сразил одного из троллей.
С окончанием Войны Кольца Перегрин, удостоенный в Гондоре рыцарского звания и назначенный на должность королевского посланца, вернулся в Шир, где вместе с Мериадоком возглавил восстание хоббитов против диктатуры Сарумана, хитростью захватившего власть над страной. Восстание завершилось победоносным сражением в Приречье, в котором Перегрин и Мериадок выступали в качестве полководцев.
Кроме того, Пиппин известен как один из самых рослых хоббитов (заодно с Мериадоком), так как оба значительно выросли (по меркам хоббитов), испив воды энтов, которой неоднократно угощал полуросликов энт Фангорн:
But amidst all these wonders Sam returned always to his astonishment at the size of Merry and Pippin; and he made them stand back to back with Frodo and himself.
«But there it is: you're three inches taller than you ought to be, or I'm a dwarf.»
Учитывая, что 1 дюйм равен 2,54 см, Пиппин вырос почти на 8 см, что сделало его великаном среди хоббитов.
Женился на Бриллиане из северных Туков, от которой имел сына, названного в честь Фарамира. В 13 году Ч. Э., после смерти своего отца, Перегрин Тук унаследовал титул тана и в том же году был назначен советником при дворе Северного Королевства. В 63 году они с Мериадоком добровольно сложили с себя обязанности глав своих родов и отправились в путешествие в Рохан и в Гондор. Через несколько лет оба умерли в Гондоре и были похоронены в усыпальнице гондорских королей и наместников на Рат Динен. После смерти короля Элессара их останки были перезахоронены рядом с ним.

## Происхождение имени
В хоббитском семействе Туков предпочитали давать детям вычурные имена с претензией на аристократичность. Перегрины (от лат. peregrinus — иностранец, чужеземец) — лично свободные, но не имеющие римского гражданства лица. Пиппин — французское имя; известно несколько королей с этим именем, самый известный из которых Пипин Короткий, основатель династии Каролингов.
Настоящее на его родном языке адуни (вестроне) — Разанур, прозвище — Разар (яблочко).
«Тук» на языке хоббитов когда-то означало «крепкий, сильный», но ко времени событий «ВК» слово уже забылось и потому оставлено без перевода на английский. (ассоциация с монахом Туком из «Робин Гуда» вполне естественна).

## В адаптациях
В мультфильме Ральфа Бакши «Властелин колец» (1978) Пиппина озвучил британский актёр Доминик Гард.
В мультфильме Артура Ранкина и Жюля Бэсса «Возвращение короля» (1980) Пиппина озвучил американский актёр Сонни Мелендрез.
В радиосериале «Властелин колец» (1981) Пиппина озвучил Джон Макэндрю.
В финском мини-сериале «Хобитит» (1993) Перегрина Тука сыграл Яри Пехконен.
В кинотрилогии Питера Джексона «Властелин колец» роль Пиппина сыграл шотландский актёр Билли Бойд.